# Atmosferska fronta
Atmosferska fronta je granična ploha koja odvaja dvije zračne mase različitih svojstava. Najlakše se uočava na sinoptičkim kartama, kao područje velikih temperaturnih razlika (kontrasta), vlage i značajnih vremenskih pojava (oborina, grmljavina, vjetra i drugog). Budući da se zračne mase prostiru i u visinu od nekoliko kilometara, granične se plohe opažaju i u najnižim slojevima atmosfere kao blago nagnute frontalne plohe. Širina atmosferske fronte obično je nekoliko stotina metara, a duljina više stotina pa i tisuću kilometara.

## Vrste atmosferskih fronti
Na sinoptičkim kartama atmosferske fronte možemo razvrstati prema smjeru gibanja fronte u odnosu na zračnu masu, pa se razlikuju hladna fronta, topla fronta, okludirana fronta i stacionarna fronta. 

### Hladna fronta
Hladna fronta je atmosferska fronta između dviju zračnih masa različitih svojstava: hladniji zrak prodire prema toplijem u obliku klina i pritom nastaju najčešće izrazite vremenske promjene u smjeru i brzini vjetra, dolazi do pada temperature, pojave pljuskova, grmljavine, porasta tlaka i drugog. Na sinoptičkoj karti se ucrtava na mjestu gdje se sijeku frontalna ploha i površina Zemlje.

### Topla fronta
Topla fronta je atmosferska fronta između dviju različitih zračnih masa u kojoj se topliji zrak premješta tako da potiskuje hladni zrak, podižući se iznad njega u obliku blago položenoga klina. Nagib je frontalne plohe malen. Pri dizanju na graničnoj plohi vlažni se zrak toplije zračne mase adijabatski hladi, a vodena para ukapljuje se u slojaste oblake širine od 600 do 1000 kilometara. U predfrontalnom području pada oborina, koja je blizu fronte jača (intenzivnija) i stalnija. Širina je područja oborine 200 do 400 kilometara, što ovisi o položaju (lokalitetu) i jačini ciklone te o godišnjem dobu: zimi je šira nego ljeti. Pri prolazu fronte temperatura raste, smjer i brzina vjetra mijenjaju se i često pada rosulja. Na sinoptičkoj karti se ucrtava na mjestu gdje se sijeku frontalna ploha i površina Zemlje.

### Okludirana fronta
Okludirana fronta ili okluzija je atmosferska fronta koja nastaje kao završni stadij u razvoju ciklone, kada se topli isječak ciklone postupno smanjuje i na kraju nestaje kao posljedica bržega gibanja hladne fronte koja sustigne toplu frontu. Pritom se topla zračna masa diže uvis, a pri tlu ostaje hladniji zrak. Ovisno o toplinskim značajkama hladnoga zraka razlikuju se topla okluzija, kada je zračna masa sa stražnje strane ciklone toplija od hladnoga zraka ispred tople fronte, i hladna okluzija, kada je najhladnija zračna masa ona na stražnjoj strani ciklone. Oblačni sustavi povezani s tim tipovima okluzije nalik su onima hladne, odnosno tople fronte.

### Stacionarna fronta
Stacionarna fronta (prema kasnolat. stationarius: čvrst, nepomičan) je atmosferska fronta koja je gotovo nepomična, kojoj se položaj na uzastopnim sinoptičkim kartama ne mijenja ili gotovo ne mijenja jer dvije zračne mase, različitih temperatura i vlažnosti zraka a podjednakoga tlaka,  miruju jedna pokraj druge.